# Monica Black
Monica Black (* 22. Juli 1968) ist eine US-amerikanische Historikerin.

## Leben
Sie erwarb 1998 den Bachelor of Arts an der University of North Carolina at Chapel Hill, 2002 den Master (On death in Germany. Perceptions of death among Wehrmacht soldiers, 1939–1945) an der University of Virginia und 2006 den Ph.D. (The meaning of death and the making of three Berlins: A history, 1933–1961) an der University of Virginia. Sie lehrt als Professorin für Geschichte an der University of Tennessee.
Ihre Forschung konzentriert sich auf die Kultur- und Sozialgeschichte Deutschlands mit Schwerpunkt auf der Zeit der Weltkriege und den Jahrzehnten unmittelbar nach 1945.

## Schriften (Auswahl)
- Death in Berlin. From Weimar to divided Germany. New York 2010, ISBN 978-0-521-11851-4.
- A demon-haunted land. Witches, wonder doctors, and the ghosts of the past in post-WWII Germany. New York 2020, ISBN 1-250-22567-1.
  - Deutsche Dämonen. Hexen, Wunderheiler und die Geister der Vergangenheit im Nachkriegsdeutschland. Stuttgart 2021, ISBN 3-608-98415-1.
  - Een bezeten land. Heksen, gebedsgenezers en de spoken van het verleden in naoorlogs Duitsland. Amsterdam 2020, ISBN 978-90-488-5786-9.
  - Niemcy opętane. Przerażające duchy przeszłości w Niemczech po drugiej wojnie światowej. Warszawa 2021, ISBN 978-83-8234-213-0.